# Aleppo (provins)

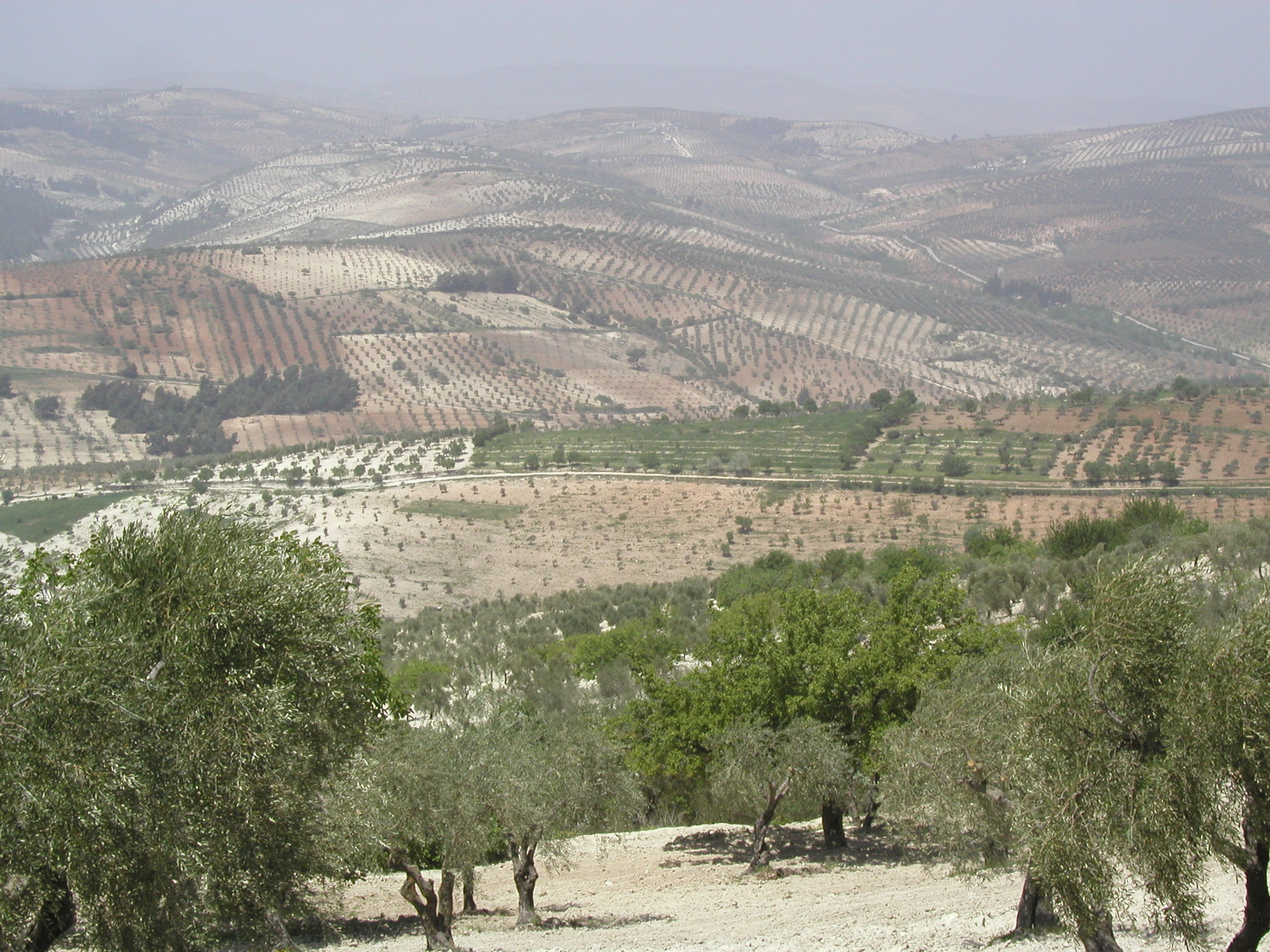
Odlingar i Afrindistriktet, 2005

Aleppo (arabiska: حلب, Halab) är en provins i norra Syrien, med gräns mot Turkiet i norr. Den administrativa huvudorten är Aleppo, landets största stad. Befolkningen uppgick till 4 507 000 invånare i slutet av 2008, på en yta av 18 498 kvadratkilometer. De största städerna är Aleppo, Manbij, as-Safirah och al-Bab. 

## Historik

### Bakgrund
Aleppoprovinsen är en av Syriens 14 provinser (muhafazat), även kallade guvernement. Den leds av en guvernör, utsedd av landets president med parlamentets godkännande.

### Sedan 2011
Under syriska inbördeskriget har stora delar av provinsen varit ockuperad av olika stridande i konflikten. Huvudorten Aleppo var åren 2012–2016 uppdelad i områden under regeringens kontroll respektive Fria syriska armén och andra rebellgrupper; i början av 2017 är den kurdiskt befolkade stadsdelen Sheikh Maqsoud i norra Aleppo fortfarande under kurdisk (SDF) kontroll.
Det syriska inbördekriget har inneburit att provinsen under långa tider mer eller mindre helt delats upp mellan de stridande parterna. I början av 2017 är provinsen politiskt och militärt uppdelad i sex olika delar:
- Området runt Afrin i nordväst, kontrollerat av SDF och enligt dem del av Rojava.
- Områdena runt Manbij och Kobane i nordöst, även de kontrollerade av SDF, det förstnämnda området erövrat från Islamiska staten sommaren 2017 (se Manbijoffensiven).
- Det mellanliggande området i norr, mellan Azaz, Jarabulus och al-Bab, kontrollerat av FSA med stöd av Turkiet (se operation Eufrats sköld). Gränsen mellan FSA-området och Manbij består delvis av en buffertzon kontrollerad av den syriska regimen.
- Området väst och sydväst om Aleppo, del av det sammanhängande området kontrollerat av den syriska sunnitiska oppositionen med centrum i Idlib.
- Området i sydöst, som ännu våren 2017 till stora delar kontrolleras av IS.
- Det mellanliggande området i centrum av provinsen (runt och öster om Aleppo) samt längs med huvudvägen mot centrala Syrien, kontrollerat av Syriens regering.

Provinsen är sålunda i stort sett uppdelad mellan (minst) fyra sinsemellan stridande eller avogt inställda parter. Syriens regering och det kurdiskdominerade SDF har dock i praktiken genomfört en maktdelning, där regeringen låter SDF administrera och kontrollera "sina områden" under pågående inbördeskrig. Detta har lett till ökad fientlighet mellan den sunnitiska oppositionen och SDF i flera delar av provinsen, med återkommande strider efter Turkiets intervention till förmån för FSA från och med sensommaren 2016. Samarbetet mellan regeringen och SDF har bland annat inneburit öppnandet av civila transporter mellan de olika provinsdelarna från och med februari 2017. Å andra sidan är den sunnitiska oppositionen splittrad med återkommande uppblossande strider i (oftast) mindre omfattning.
Den enda gemensamma nämnaren mellan de olika stridande i provinsen, anno 2017, är att IS strider mot alla de övriga.

## Administrativ indelning
Provinsen är indelad i åtta distrikt, manatiq:
- Afrin
- Ayn al-Arab (kurdiska: Kobane)
- Azaz
- al-Bab
- Jabal Siman¹
- Jarabulus
- Manbij
- as-Safira

¹Huvudorten är Aleppo.

### Under syriska inbördeskriget
Det syriska inbördeskriget har satt stopp för mycket av den civila administration enligt ovanstående distriktsindelning, sedan Syriens regering drog tillbaka sin militär från stora delar av provinsen. I de SDF-kontrollerade områdena har PYD/YPG dock i stort sett genomfört en ny indelning av området, efter kantonindelningen av Rojava. Av Rojavas fyra kantoner berör tre Aleppoprovinsen: Kobane-kantonen (öster om Eufrat), Afrin-kantonen (motsvarande Afrin) i nordväst samt Shabha-kantonen däremellan. Den sistnämnda är huvudorsaken till striderna mellan den sunnitiska oppositionen och SDF, på grund av sin blandade befolkning av både kurder, araber, turkmener och andra folk.